# Ek Ajnabee
Ek Ajnabee (hindi: एक अजनबी, urdu: ایک اجنبی, tłumaczenie: „Obcy”, ang. tytuł „A Stranger”) – bollywoodzki remake filmu akcji z 2004 roku – Człowiek w ogniu. Film został nakręcony w 2005 roku w reżyserii Apoorva Lakhia, z Amitabh Bachchanem grającym rolę odtwarzaną w hollywoodzkim thrillerze przez Denzela Washingtona. Towarzyszy mu Arjun Rampal.

## Obsada
- Amitabh Bachchan – Suryaveer Singh
- Arjun Rampal – Shekhar
- Perizaad Zorabian – Nikasha
- Rucha Vaidya – Anamika
- Vikram Chatwal – Ravi
- Daya Shankar Pandey – Kripa Shankar
- Akhilendra Mishra – Harry
- Denzil Smith – Lee Kap
- Rajendranath Zutshi – Wong
- Kelly Dorje – Kelly